# Прапор Голопристанського району
Пра́пор Голопри́станського райо́ну — офіційний символ Голопристанського району Херсонської області, затверджений 11 січня 2008 року рішенням сесії Голопристанської районної ради.

## Опис
Прапор являє собою прямокутне полотнище зі співвідношенням сторін 2:3, що складається з чотирьох горизонтальних смуг: червоної, жовтої, вузької хвилястої блакитної та синьої.